# Riu Clackamas
El Clackamas és un riu d'unes 83-milla (134 km) de llargada afluent del Willamette al nord-oest d'Oregon, als Estats Units. Drena una àrea d'unes 940 milles quadrades (2,435 km2) discorrent per un terreny muntanyós eminentment boscós i accidentat en el seu curs superior, i passa per zones agrícoles i urbanes en el seu terç inferior. El riu neix a l'est del comtat de Marion, a uns 55 milles (89 km) a l'est-sud-est de Salem. Les capçaleres son als vessants d'Olallie Butte, al bosc nacional Mount Hood, a uns 10 milles (16 km) al nord del Mount Jefferson, a una altitud de 4,909 peus (1,496 m) a la Serralada de les Cascades. El Clackamas davalla breument cap al nord i després cap al nord-oest travessant les muntanyes, passant per l'embassament de North Fork i Estacada. Aleshores emergeix de les muntanyes al sud-est de Portland. S'uneix al Willamette prop d'Oregon City i forma el límit entre Oregon City i Gladstone.

## Hidrografia
El Clackamas neix als vessants occidentals de la Cascade Range, prop d'Olallie Butte, entre Mount Hood i Mount Jefferson, al bosc nacional de Mount Hood. En general davalla en sentit nord-oest i després cap a l'oest durant unes 83 milles (134 km), s'uneix al riu Willamette a Gladstone. El riu té un desnivell de 4,900 peus (1,500 m) entre capçaleres i desembocadura.A la desembocadura a Estacada té un cabal mitjà de 78 m3/s).
Durant els següents quilòmetres, el riu passa per Fish Creek Campground i Armstrong Campground, on passa per sota de la ruta 224. El riu passa després per Lockaby Campground i Carter Bridge Campground, on passa per sota de la ruta 224 de nou per quarta i última vegada. Des d'aquí fins a prop de Gladstone, el riu flueix cap al sud i a l'oest de l'autopista, que queda a la seva dreta. A sota de Carter Bridge, el riu Clackamas rep Hellion Creek per l'esquerra a uns 40 milles (64 km) des de la desembocadura, passa per Big Eddy Campground, rep Moore Creek per la dreta i passa per Lazy Bend Campground. A uns 35 milles (56 km) de la desembocadura, el riu rep el riu South Fork Clackamas per l'esquerra, davant d'un accident geogràfic conegut com a Big Cliff. Aproximadament 2 milles (3.2 km) més tard, el riu entra a l'embassament de North Fork i aviat rep el riu North Fork Clackamas per la dreta. El Clackamas arriba a la presa de Faraday, abans coneguda com la presa de Cazadero, a uns 28 milles (45 km) de la desembocadura i passa pel llac Faraday, que es troba a l'esquerra del riu a uns 2 milles (3.2 km) més tard. Poc després, el Clackamas rep el rierol Lingleback per la dreta, passa per sota de la ruta 211 d'Oregon a Estacada, rep el rierol Dubois per l'esquerra i arriba a la presa del riu Mill . Flueix pel parc estatal de Milo McIver, al sud del riu, entre 24 milles (39 km) i 20 milles (32 km) des de la seva desembocadura.

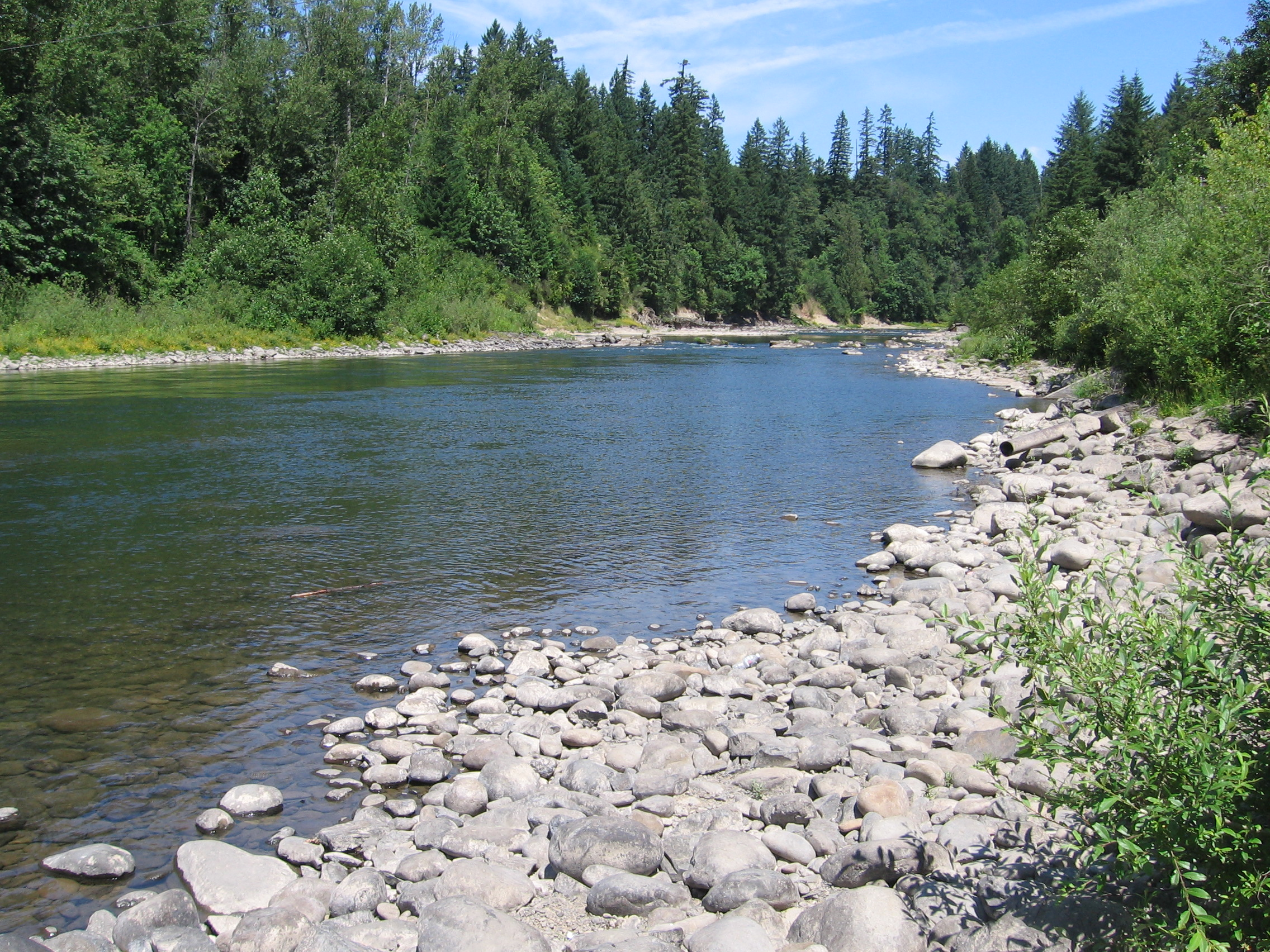
El Clackamas al seu pas pel parc estatal de Milo McIver

El riu passa per l'àrea recreativa estatal de Bonnie Lure, que es troba al nord, i rep Eagle Creek per la dreta a uns 17 milles (27 km) de la desembocadura. Rep Goose Creek per la dreta abans de passar el parc del comtat de Barton, que es troba al nord del riu a unes 3 milles (5 km) aigües avall de Bonnie Lure. Deep Creek entra per la dreta, Foster Creek per l'esquerra i Richardson Creek per la dreta abans que el riu Clackamas arribi a Carver 8 milles (13 km) de la desembocadura. Aquí rep Clear Creek per l'esquerra. A partir d'aquí, Rock Creek entra per la dreta i Johnson Creek (no el Johnson Creek que es troba a uns quilòmetres al nord d'aquest i que desemboca al riu Willamette) per l'esquerra abans que el riu passi per sota de la Interestatal 205 i després per la Oregon Route 99E (McLoughlin Boulevard) entre Oregon City al sud i Gladstone al nord. El parc de Clackamette es troba a l'esquerra de l'últim tram del riu quan entra al Willamette 25 milles (40 km) per sobre de la seva confluència amb el riu Colúmbia.

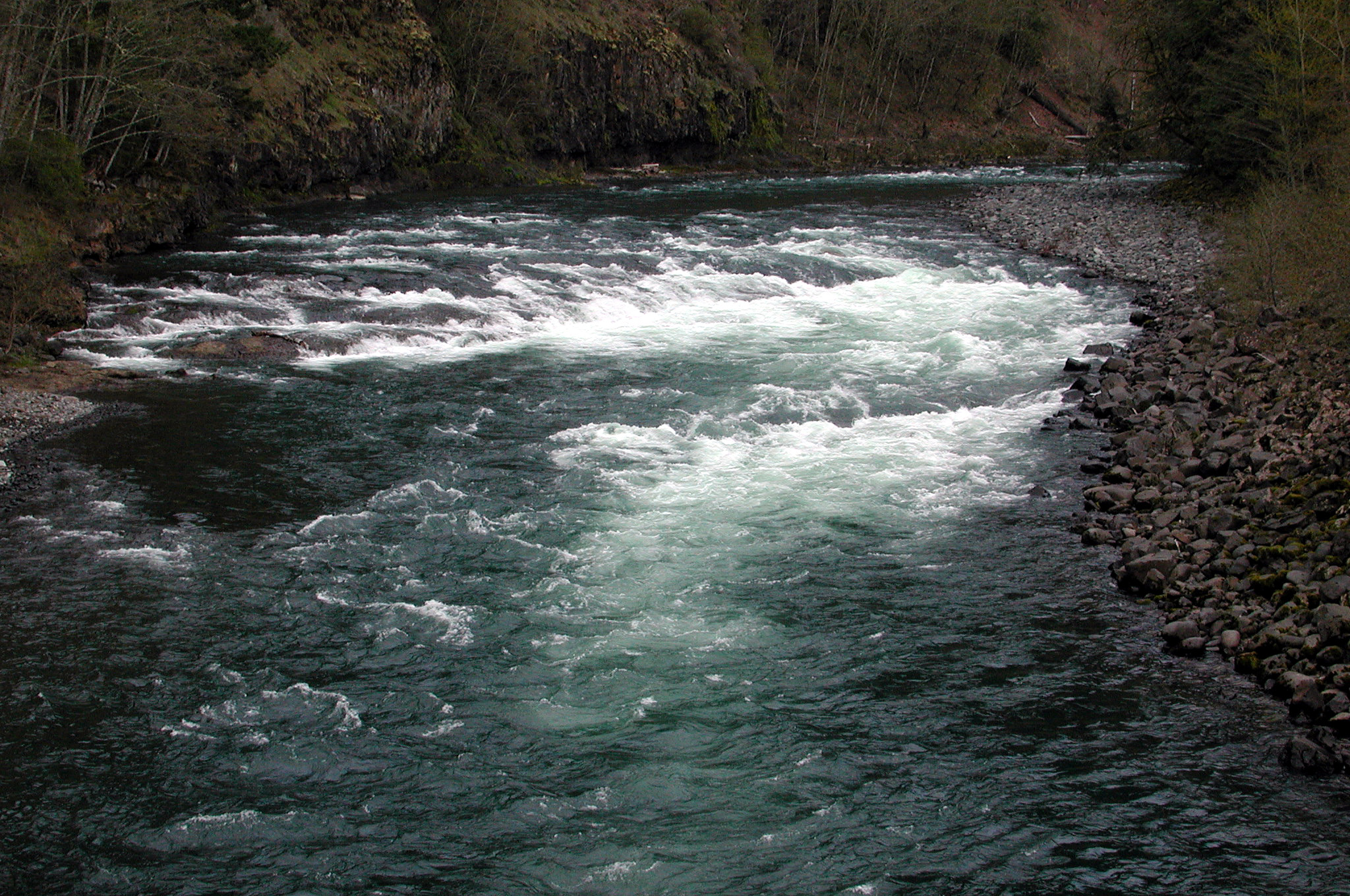
Aigües braves al riu Clackamas vistes des de l'autopista 224 al pont Carter

Originat al comtat de Marion, el Clackamas rep Squirrel Creek pel marge esquerre i Lemiti Creek pel marge dret abans d'entrar al comtat de Clackamas a uns 76 milles (122 km) de la desembocadura. Durant les següents 10 milles (16 km), gran part del qual és un tram relativament pla anomenat Big Bottom, el riu rep Cub Creek per l'esquerra, Sisi Creek per la dreta, després els rierols Hunter, Fawn, Rhododendron i Lowe, tots per l'esquerra, seguit dels rierols Wall, Pinhead i Campbell, tots per la dreta, Kansas Creek per l'esquerra, i Cabin Creek i Lost Creek, tots dos per la dreta. A unes 61 milles (98 km) de la desembocadura, el Granite Creek entra per l'esquerra i el riu davalla per Austin Hot Springs i Picnic Area. Poc després, Switch Creek entra per la dreta, i a uns 57 milles (92 km) de la desembocadura, el Clackamas rep el Collawash per l'esquerra. A la confluència, Two Rivers Picnic Area és a l'esquerra i el Riverford Campground és a la dreta. Més o menys 1 milla (1.6 km) més avall, Trout Creek entra per l'esquerra i Riverside Campground és a la dreta.
Poc després, Tag Creek entra per la dreta, i a unes 53 milles (85 km) de la desembocadura, el riu Clackamas rep el Oak Grove Fork Clackamas River per la dreta. Des de la seva confluència amb Oak Grove Fork, el riu discorre a prop de la ruta 224 d'Oregon durant la major part de la resta del seu curs. Inicialment, l'autopista es troba al nord i a l'est del riu; és a dir, a la seva dreta. Durant els següents quilòmetres, el riu rep Big Creek, Sandstone Creek i Whale Creek, tots perl marge esquerre, i passa per sota de la ruta 224, rep Cripple Creek i passa per sota de la ruta 224 de nou a la comunitat no incorporada de Three Lynx. Rep Three Lynx Creek i Deer Creek per la dreta, Cat Creek per l'esquerra i Dinner Creek per la dreta quan entra en un canal conegut com The Narrows a uns 46 milles (74 km) de la desembocadura. Aviat, Pup Creek entra per l'esquerra davant de Sunstrip Campsite abans que Roaring River entri per la dreta a uns 44 milles (71 km) de la desembocadura. Prop d'aquest punt Roaring River Campsite és al marge dret. Poc després Murphy Creek entra per la dreta i Fish Creek entra per l'esquerra a uns 42 milles (68 km) de la desembocadura.

## Història

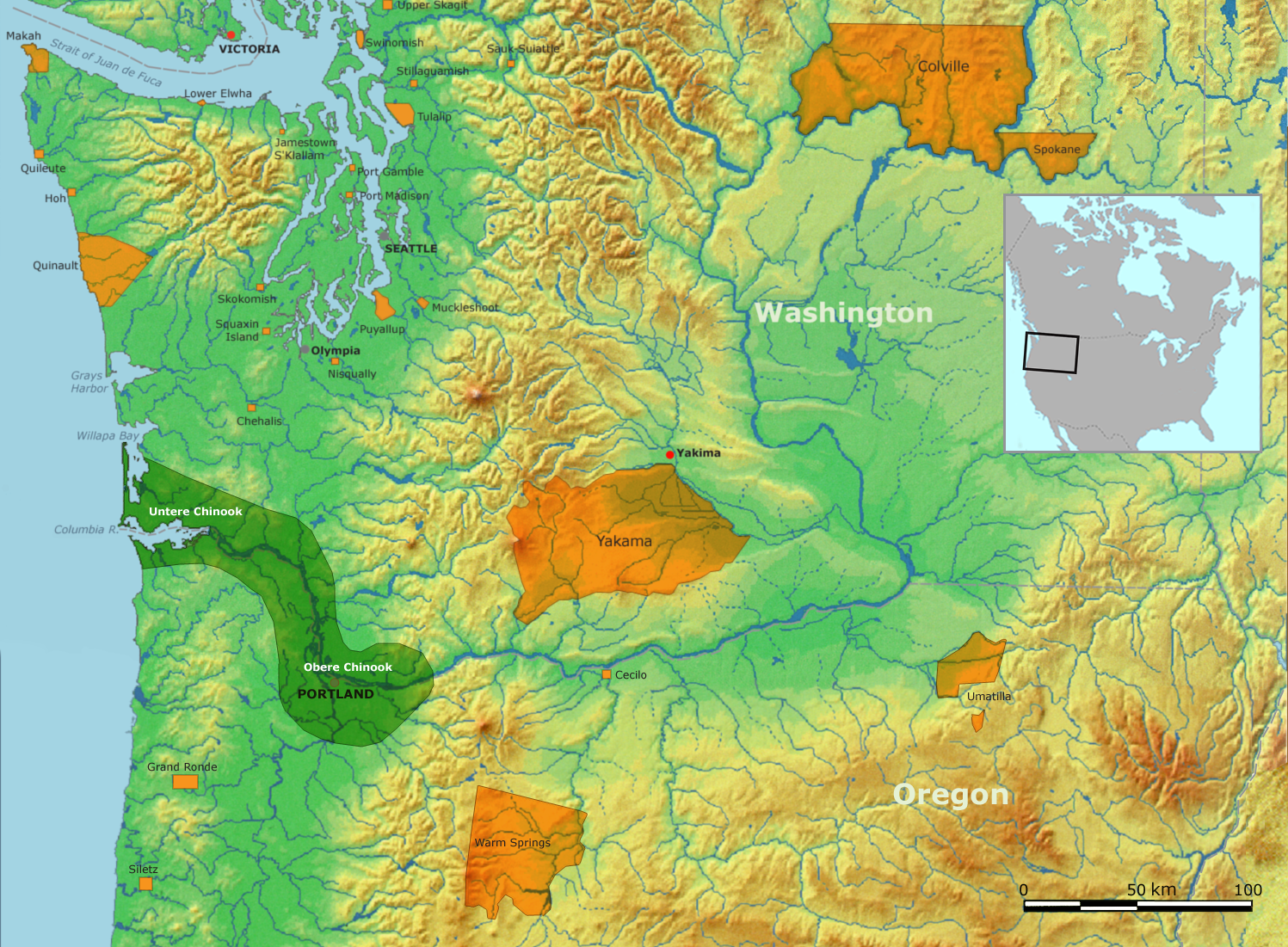
El territori tribal tradicional dels Chinook es mostra en verd fosc a la conca baixa del riu Columbia, inclòs el Clackamas.

Abans del 1800 els boscos de coníferes cobrien la major part de la conca hidrogràfica, i els seus rierols albergaven grans poblacions de salmons, truites arc de Sant Martí i altres peixos. Els nadius americans caçaven, pescaven i recol·lectaven aliments i materials al conca del riu Clackamas ja fa 10.000 anys. Entre 2.000 i 3.000 anys enrere havien establert assentaments permanents al llarg de la plana al·luvial inferior del riu. Aquí vivia la tribu dels clackamas, un subgrup de parlant de chinook que vivien a la vall del riu Columbia des de Celilo Falls fins al Pacífic. Les terres dels clackamas, que s'estenein fins als contraforts de la serralada Cascade, incloïen el curs baix del riu Willamette des de Willamette Falls, en el que esdevingué Oregon City, fins a la confluència amb el Columbia.
Quan Lewis i Clark visitaenr la zona el 1806 la tribu clackamas estava formada per unes 1.800 persones que vivien en onze viles. Hi havia grans viles a prop de les cascades i de la desembocadura del Clackamas; d'altres estaven establerts a prop d'Estacada i Eagle Creek. A l'hivern les famílies s'allotjaven als pobles, però altres vegades feien servir un extens sistema de senders per visitar els campaments de temporada. Les epidèmies de verola, malària i xarampió delmaren les poblacions dels clackamas a 88 habitants el 1851, i el 1855 la tribu cedí les seves terres. Les restes de la tribu continuaren viatjant des de la reserva índia de Warm Springs per pescar i recol·lectar baies prop d'Estacada durant la dècada de 1930.

## Conca hidrogràfica
A la conca del riu s'hi han establert 16 subconques hidrogràfiques, i en conjunt abasta una àrea d'unes 940 milles quadrades (2,400 km2). La majoria de la meitat superior de la conca és dins del bosc nacional Mount Hood, gestionat pel Servei Forestal dels Estats Units, mentre que la major part de la conca inferior, en part agrícola i més poblada, és de propietat privada. Les empreses privades de fusta posseeixen part del terreny entre el bosc nacional i la conca hidrogràfica inferior, i part d'aquest és terreny públic gestionat per l'Oficina d'Administració de Terres. Un 72% de la conca hidrogràfica son terrenys públics; el 25% és privat, i el 3% és propietat de tribus natives americanes. El 1995 s'estimava que la població resident a la conca hidrogràfica era de 63.702 habitants.
El Clackamas subministra aigua potable a més de 200.000 persones. La ciutat d'Estacada, Clackamas River Water, Oak Lodge Water District i Sunrise Water Authority, la junta d'aigua de South Fork Water Board i la ciutat de Lake Oswego extreuen aigua del Clackamas.

## Designació Wild and Scenic
Quaranta-set milles (76 km) del riu Clackamas, des de Big Springs fins a Big Cliff, estan protegits federalment com a part del NWSRS. D'aquestes, 20 milles (32 km) han sigut designades com a "escèniques" i 27 milles (43 km) com a "recreativa". La part protegida del Clackamas presenta cinc categories de recursos que es consideren "extraordinàriament remarcables", definits pel NWSRS com a "importants per a la regió o nació".
Totes cinc són populars destins d'activitats recreatives com ara el ràfting a prop de l'àrea metropolitana de Portland; hàbitat de peixos anàdroms que suporta el salmó platejat de finals d'hivern, el salmó reial de primavera i la truita arc de Sant Martí d'hivern; hàbitat per al pigarg americà i la subespècies Strix occidentalis caurina, qualificades d'amenaçades a nivell federal; hàbitat potencial per al falcó pelegrí amenaçat; els boscos madurs d'avet de Douglas al llarg de les seves ribes; i importància històrica. Totes les 13.5 milles (21.7 km) d'un afluent, el riu Roaring, estan designates com a Wild and Scenic i es troben dins de la Roaring River Wilderness. Altres 4.2 milles (6.8 km) del riu South Fork Clackamas foren designades Wild and Scenic juntament amb la creació de la Clackamas Wilderness el 2009.

## Contaminació
El març de 2008 el Servei Geològic dels Estats Units (USGS) publicà un informe titulat "Ocurrència i distribució de pesticides a la conca del riu Clackamas inferior, Oregon, 2000–2005". Aquest desglossa la situació de contaminació per pesticides al curs baix del riu Clackamas, els seus afluents i a l'aigua potable prèvia i posterior al tractament.
En total, es van detectar 63 compostos pesticides: 33 herbicides, 15 insecticides, 6 fungicides i 9 degradats de pesticides en mostres recollides durant condicions de tempesta i sense tempesta. Es van detectar cinquanta-set pesticides o degradats als afluents (principalment durant les tempestes), mentre que es van detectar menys compostos (26) en mostres d'aigua de font del curs principal inferior del riu Clackamas, i la menor quantitat (15) en aigua potable.
L'estudi va concloure que "donada la seva freqüent i generalitzada presència, especialment durant les tempestes, els pesticides tenen el potencial d'afectar la vida aquàtica i la qualitat de l'aigua potable derivada del curs baix del riu", i establí àrees per a futurs estudis.